# I Like You (A Happier Song)
«I Like You (A Happier Song)»; en español "Me gustas (una canción felíz)" es una canción del cantante estadounidense Post Malone, con la voz de la rapera estadounidense Doja Cat. Fue enviada a la Contemporary hit radio de Estados Unidos como tercer sencillo del cuarto álbum de estudio de Malone, Twelve Carat Toothache, el 7 de junio de 2022. La canción debutó en el número nueve en el Billboard Hot 100, lo que le dio a Malone su undécimo top 10 en la lista y a Doja Cat el sexto.

## Recepción de la crítica
Ben Devlin de MusicOMH elogió la química entre Post Malone y Doja Cat en la canción. Por el contrario, Robin Murray de Clash dijo que "Doja Cat parece fue desperdiciada en la canción.

## Posicionamiento en las litas
| Chart (2022)                              | Peak position |
| ----------------------------------------- | ------------- |
| Australia (ARIA)                          | 7             |
| Austria (Ö3 Austria Top 40)               | 51            |
| Canadá (Canadian Hot 100)                 | 6             |
| República Checa (Singles Digitál Top 100) | 42            |
| Dinamarca (Tracklisten)                   | 15            |
| Alemania (Offizielle Deutsche Charts)     | 59            |
| Global 200 (Billboard)                    | 7             |
| Grecia (IFPI)                             | 18            |
| Irlanda (IRMA)                            | 15            |
| Italia (FIMI)                             | 86            |
| Japón Hot Overseas (Billboard Japan)      | 8             |
| Lituania (AGATA)                          | 29            |
| Malasia (RIM)                             | 10            |
| Países Bajos (Mega Single Top 100)        | 44            |
| Nueva Zelanda (Recorded Music NZ)         | 6             |
| Noruega (VG-lista)                        | 13            |
| Portugal (AFP)                            | 28            |
| Singapur (RIAS)                           | 12            |
| Eslovaquia (Singles Digitál Top 100)      | 35            |
| Corea del Sur (Gaon)                      | 186           |
| Suecia (Sverigetopplistan)                | 23            |
| Suiza (Schweizer Hitparade)               | 38            |
| Reino Unido (UK Singles Chart)            | 19            |
| Estados Unidos (Billboard Hot 100)        | 3             |
| Estados Unidos (Mainstream Top 40)        | 12            |
| Estados Unidos (Rhythmic)                 | 8             |
| Vietnam (Vietnam Hot 100)                 | 9             |

## Historial de lanzamiento
| Región         | Fecha               | Formato                | Etiquetas)        | Ref.   |
| -------------- | ------------------- | ---------------------- | ----------------- | ------ |
| Estados Unidos | 7 de junio de 2022  | Contemporany hit radio | Republic, Mercury | [ 31 ] |
| Italia         | 10 de junio de 2022 | Radio airplay          | Universal         | [ 32 ] |